# Chom Ong
Chom Ong (también conocida como Tam Chia) es un sistema de cuevas ubicadas en la provincia de Oudomxay, en el norte de Laos. Con una longitud de más de 16 km, se sitúa ahora como la cueva más larga en el norte de ese país asiático y es una de las más importantes en todo Laos.
Los aldeanos de Ban Chom Ong la llaman "Tam Chia", que en idioma lao significa: 'Cueva de los Murciélagos', ya que tradicionalmente cazaban murciélagos en la cueva para alimentarse y explotar el guano, que puede ser utilizado como fertilizante, componente de explosivos o pólvora. Para una mejor distinción de otras cuevas en Laos, que se llaman "Tham Chia", algunos científicos prefieren llamarla por el nombre del pueblo, "Chom Ong".